# لئون سوم (امپراتور بیزانس)
لئوی سوم یا لئون سوم (به یونانی: Λέων Γ΄، به لاتین: Leōn III) ملقب به لئوی ایسوریایی یا لئوی سوری (زادهٔ پیرامون ۶۸۵ — درگذشتهٔٔ ۱۸ ژوئن ۷۴۱) امپراتور بیزانس از ۷۱۷ تا هنگام مرگش در ۷۴۱ بود. او در طول دوران حکومتش توانست به بی‌ثباتی در امپراتوری روم شرقی پایان دهد و با موفقیت از آن در برابر حملات امویان پاسداری نمود. در عین‌حال تقدیس و پرستش شمایل‌های مذهبی در دوران حکومت او ممنوع گردید.

## زندگینامه

### سال‌های نخستین
لئو با نام واقعی کونون در ژرمانیکیه (مرعش، امروزی) در استان سوریه‌ای کوماژن زاده شد. برخی از تاریخ‌نگاران از جمله تئوفانس، خانواده‌ٔ او را جزو مهاجرانی می‌دانند که در تراکیه اسکان داده شده بودند و لئو در همانجا، به‌هنگام لشکرکشی ژوستینیان دوم در ۷۰۵ به قسطنطنیه و عبورش از تراکیه، به ارتش ۱۵ هزار نفری او که توسط ترول، فرمانروای بلغار تدارک دیده شده بود پیوست.
لئو پس از موفقیت ژوستینیان دوم در فتح قسطنطنیه و بازپس‌گیری تاج و تختش، از سوی او برای انجام مأموریتی دیپلماتیک به آلانیا و لازیکا فرستاده شد تا با آنان برای اتحاد علیه ولید یکم، خلیفهٔ اموی وارد مذاکره شود. او سپس در زمان امپراتور آناستاسیوس دوم به فرماندهی منطقهٔ نظامی آناتولی منصوب گردید اما در زمان تئودوسیوس سوم از مقامش برکنار شد. به‌دنبال این اتفاق لئو با همکار خود آرتاباسدوس، فرماندهٔ منطقهٔ نظامی آرمنیاک برای برکناری امپراتور جدید از قدرت متحد شد. به منظور تحکیم این اتحاد و به‌عنوان بخشی از توافقنامهٔ آن دو، لئو دخترش آنا را به نامزدی آرتاباسدوس درآورد.

### امپراتوری و محاصرهٔ قسطنطنیه توسط امویان
لئو در ۲۵ مارس ۷۱۷ وارد قسطنطنیه شد و با برکناری تئودوسیوس سوم خود با عنوان لئوی سوم بر تخت امپراتوری بیزانس نشست. در اوت همان سال قسطنطنیه به محاصرهٔ نیروهای اموی درآمد که از سوی خلیفه سلیمان ابن عبدالملک فرستاده شده بودند و فرماندهیشان را برادر خلیفه به نام مسلم ابن عبدالملک برعهده داشت. آنها از درگیری‌های داخلی امپراتوری بیزانس استفاده کرده و لشکری بین ۸۰ هزار تا ۱۲۰ هزار سرباز را همراه با ناوگان دریایی عظیمی به بسفر آورده بودند.
اما آماده‌سازی‌های دقیق و مقاومت سرسختانهٔ لئوی سوم در برابر آنان باعث طولانی‌شدن زمان محاصره و خستگی سپاه اموی گردید و همزمان قوای کمکی بلغار نیز برای یاری رسانی به بیزانس وارد جنگ با آنان شد. اعراب که موفقیتی به دست نیاورده و توان مقابله با سپاهیان بلغار و وسیلهٔ جنگی بیزانسی‌ها موسوم به آتش یونانی را نیز نداشتند سرانجام پس از گذشت ۱۲ ماه مجبور به ترک محاصرهٔ قسطنطنیه در اوت ۷۱۸ شدند. در عین‌حال خلیفه سلیمان نیز در ۷۱۷ درگذشته بود و جانشینش عمر بن عبدالعزیز نیز تمایلی برای انجام محاصره‌ای دیگر نداشت.

### دوران حکومت

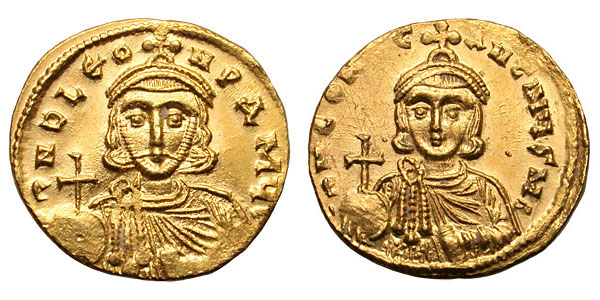
سکهٔ طلایی منقش به نگاره‌های لئوی سوم (چپ) و کنستانتین پنجم، پسر و امپراتور مشترک با لئو

لئو که موفق شده بود امپراتوری بیزانس را از خطر نابودی نجات دهد اینک به تقویت حکومت خود پرداخت. او در ۷۱۸ شورشی را در سیسیل سرکوب نمود و برای حفظ امنیت مرزها از مهاجران اسلاو دعوت کرد تا در نواحی خالی از سکنهٔ کشور سکنی گزینند. لئو همچنین با خزرها و گرجیها متحد شد و با تقویت ارتش امپراتوری دوباره آن را به مرحلهٔ بهره‌وری رساند و هنگامی که خلفای اموی بار دیگر حملاتشان را طی لشکرکشی‌های هشام بن عبدالملک در ۷۲۶ و ۷۳۹ از سر گرفتند به‌سختی از نیروهای بیزانسی شکست خوردند.
لئو همچنین مجموعه‌ای از اصلاحات مدنی را در جامعه پیاده نمود از جمله حذف سیستم پیش‌پرداخت مالیاتی که سنگینی بار آن بیشتر بر دوش مالکان ثروتمند بود، ارتقای طبقهٔ رعایا و انجام تغییراتی در قوانین دریایی و قوانین جزایی که مهمترین آن، جایگزینی قطع عضو به‌جای اعدام در بسیاری از پرونده‌ها بود. این اقدامات تازه که در ۷۲۶ و تحت عنوان قانون‌نامهٔ جدیدی به‌نام اِکلوگا منتشر شد با مخالفت‌هایی نیز بویژه از سوی نجیب‌زادگان و روحانیون تراز بالای جامعه مواجه گردید.
لئو همنین به سازماندهی مجدد ساختار نواحی نظامی پرداخت و منطقهٔ نظامی جدیدی را در دریای اژه ایجاد نمود.

### رویکردهای مذهبی و درگیری‌ها
مهمترین اصلاحات لئوی سوم در زمینهٔ موضوعات مذهبی به‌ویژه شمایل‌شکنی بود. او پس از تلاشِ به‌ظاهر موفقش در غسل تعمید دادن تمامی یهودیان و مونتانی‌های ساکن در بیزانس در ۷۲۲، قوانینی را نیز علیه پرستش تصاویر و شمایل‌های مذهبی در فاصلهٔ ۷۲۶ تا ۷۲۹ وضع نمود. به‌نظر می‌آید ممنوع ساختن عملی که تقریباً از آغاز مسیحیت تا آن زمان رواج داشت در اصل به‌منظور بهبود اخلاق اجتماعی صورت گرفت و بسیاری از اشراف‌زادگان و بخشی از روحانیون نیز از این کار لئوی سوم حمایت کردند.
با این حال بسیاری از خداشناسان و تمامی راهبان با چنین اقداماتی مخالف بودند و نواحی غربی امپراتوری نیز از پذیرش آن سر باز زدند. در ۷۲۷ شورشی در یونان به دلایل عمدتاً مذهبی به وقوع پیوست که توسط ناوگان امپراتوری سرکوب شد. پس از آن ژرمانوس یکم، اسقف‌اعظم قسطنطنیه که حاضر به پذیرش قوانین شمایل‌شکنانه نبود از سمت خود در ۷۳۰ استعفا داد و لئوی سوم، آناستاسیوس را که با امپراتور هم‌داستان بود جانشین او ساخت.
با این حال در ایتالیا نیز مخالفت پاپ گرگوری دوم و پاپ گرگوری سوم با شمایل‌شکنی به مشاجره‌ای شدید بین آنها و امپراتور انجامید. پاپ گرگوری دوم شوراهایی کلیسایی را در ۷۳۰ و ۷۳۲ برگزار کرد و نفرین و طرد شمایل‌شکنان را خواستار شد. لئوی سوم نیز به تلافی این عمل، جنوب ایتالیا و ایلیریکوم را در ۷۴۰ از زیر نظر پاپ خارج و به حوزهٔ نظارتی اسقف‌اعظم قسطنطنیه منتقل نمود. با این حال او در سرکوب شورش‌های مسلحانه‌ای که در ۷۲۷ در راونا به‌وقوع پیوست موفق نبود و علی‌رغم سرکوب نسبی آنان توسط ناوگان خود، بروز طوفان به نابودی جنگ‌افزارهای او و عدم پیروزیش انجامید. بدین‌ترتیب شهروندان جنوب ایتالیا با موفقیت در برابر قوانین مذهبی او ایستادگی کردند و راونا نیز به‌طرز مؤثری از امپراتوری جدا شد.

### مرگ
لئوی سوم در ژوئن ۷۴۱ و بر اثر ابتلا به خیز درگذشت و پسرش کنستانتین پنجم جانشین او شد.